# Ultra-Humanite
L'Ultra-Humanite est un super-vilain appartenant à l'univers de DC Comics. Créé par Jerry Siegel et Joe Shuster, le personnage de fiction apparaît pour la première fois dans le comic book Action Comics  #13 en  juin 1939. Gerard Shugel est un des plus anciens ennemi de Superman

## Biographie du personnage
Gerard Shugel est un scientifique respecté par ses collègues. Cependant il inquiète par ses expériences sur les animaux.
Shugel trouve le moyen de s'introduire dans le cerveau des autres personnes comme Delores Winters et Johnny Thunder. Il se transforme en un gorille albinos.
Voir les comics de Crisis on Infinite Earths, Booster Gold, Power Girl, Justice Society of America
Anecdote : Shugel est un composé des syllabe de ses créateurs : Shu pour Shuster et Gel pour Siegel.

## Apparitions dans d'autres médias
- La Ligue des justiciers (série télévisée) anime, voix d'Ian Buchanan (VF : Jean-Louis Rugarli puis Jean-Loup Horwitz).
- Personnage de DC Universe Online jeux
- Justice League: The New Frontier
- Batman : L'Alliance des héros, voix de Jeff Bennett (VF : Thierry Murzeau)
- La Ligue des Justiciers : Nouvelle Génération, voix de Dee Bradley Baker puis Greg Weisman (VF : Thierry Murzeau puis Paul Borne).